# Michael Morhaime
Michael Morhaime (3 novembre 1967) è un imprenditore e informatico statunitense.
Era il presidente e cofondatore della Blizzard Entertainment, casa produttrice di videogiochi situata a Irvine, in California.
Nel 1990 si è laureato alla Università della California. Nel 2008 Morhaime è stato premiato alla 59ª edizione degli Technology & Engineering Emmy Awards per il videogioco World of Warcraft. Insieme a Don Daglow e John Carmack, Morhaime è uno dei tre designer o produttori ad avere ricevuto il premio ed essere contemporaneamente entrato nella Hall of Fame degli Interactive Achievement Award.
Morhaime è apparso come cartone animato in un episodio della serie televisiva South Park intitolato Fate l'amore, non fate la guerra, incentrato su World of Warcraft; è inoltre un membro della metal band Level 90 Elite Tauren Chieftain dove suona il basso. La band è formata da impiegati della Blizzard.